# Chydaeus
Chydaeus is een geslacht van kevers uit de familie van de loopkevers (Carabidae). De wetenschappelijke naam van het geslacht is voor het eerst geldig gepubliceerd in 1854 door Chaudoir.

## Soorten
Het geslacht Chydaeus omvat de volgende soorten:
- Chydaeus acutangulus Kataev & J.Schmidt, 2006
- Chydaeus andrewesi Schauberger, 1932
- Chydaeus asetosus Kataev & Kavanaugh, 2012
- Chydaeus bakeri Andrewes, 1926
- Chydaeus baoshanensis Kataev & Liang, 2012
- Chydaeus bedeli (Tschitscherine, 1897)
- Chydaeus bhutanensis Kataev & J.Schmidt, 2001
- Chydaeus chujoi Habu, 1975
- Chydaeus constrictus (Bates, 1883)
- Chydaeus convexiusculus Kataev & J.Schmidt, 2006
- Chydaeus convexus N.Ito, 2002
- Chydaeus darlingtoni Baehr, 2007
- Chydaeus doiinthanonensis N.Ito, 1992
- Chydaeus eremita Kataev & J.Schmidt, 2006
- Chydaeus fugongensis Kataev & Kavanaugh, 2012
- Chydaeus gestroi Andrewes, 1929
- Chydaeus guangxiensis N.Ito, 2006
- Chydaeus gutangensis Kataev & Liang, 2012
- Chydaeus hanmiensis Kataev & Liang, 2012
- Chydaeus harpaloides Kataev & J.Schmidt, 2006
- Chydaeus hinnus Darlington, 1971
- Chydaeus irvinei (Andrewes, 1930)
- Chydaeus javanicus Schauberger, 1934
- Chydaeus jedlickai Schauberger, 1932
- Chydaeus kasaharai N.Ito, 2002
- Chydaeus kirishimanus Habu, 1973
- Chydaeus kumei N.Ito, 1992
- Chydaeus malaisei Kataev & J.Schmidt, 2006
- Chydaeus manasluensis Kataev & J.Schmidt, 2001
- Chydaeus minimus Kataev & J.Schmidt, 2001
- Chydaeus miwai Jedlicka, 1946
- Chydaeus nepalensis Kataev & J.Schmidt, 2006
- Chydaeus obscurus Chaudoir, 1854
- Chydaeus obtusicollis Schauberger, 1932
- Chydaeus ovalipennis Kataev & J.Schmidt, 2001
- Chydaeus papua Darlington, 1968
- Chydaeus queenslandicus Baehr, 2004
- Chydaeus rufipes Jedlicka, 1940
- Chydaeus salvazae Schauberger, 1934
- Chydaeus satoi N.Ito, 2003
- Chydaeus schaubergeri Jedlicka, 1931
- Chydaeus semenowi (Tschitscherine, 1899)
- Chydaeus shibatai Habu, 1973
- Chydaeus shikokuensis Habu, 1973
- Chydaeus shunichii N.Ito, 2006
- Chydaeus similis Kataev & J.Schmidt, 2001
- Chydaeus uenoi Habu, 1975
- Chydaeus yunnanus Jedlicka, 1941